# Чуткий сон
«Чуткий сон» (англ. Light Sleeper) — криминальная драма режиссёра Пола Шредера. Также встречается под названиями «Чутко спящий» и «Бессонница». Мировая премьера фильма состоялась 13 марта 1992 года. Рейтинг MPAA: Лицам до 17 лет обязательно присутствие родителей. При бюджете в размере 5 миллионов долларов фильм собрал в американском прокате немногим более 1 миллиона долларов.
Слоган — «A story about the discovery of the spirit, the Lure of Decadence, and the Chance for Escape.»

## Сюжет
Бывший наркоман Джон ЛеТур, с трудом избавившись от своей пагубной привычки, становится мелким наркодилером. Однажды вечером он случайно встречает свою бывшую подругу Марианну. После этой неожиданной встречи Джон решает  покончить со своим криминальным прошлым.

## В ролях
- Уиллем Дефо — Джон ЛеТур
- Сьюзан Сарандон — Энн
- Дана Дилейни — Марианна Джест
- Дэвид Кленнон — Роберт
- Мэри Бет Хёрт — Тереза
- Виктор Гарбер — Тэс Брук
- Джейн Адамс — Рэнди

## Награды и номинации
- В 1992 году фильм «Чуткий сон» был номинирован на главный приз Берлинского кинофестиваля — «Золотой медведь».